# Carrera a peu

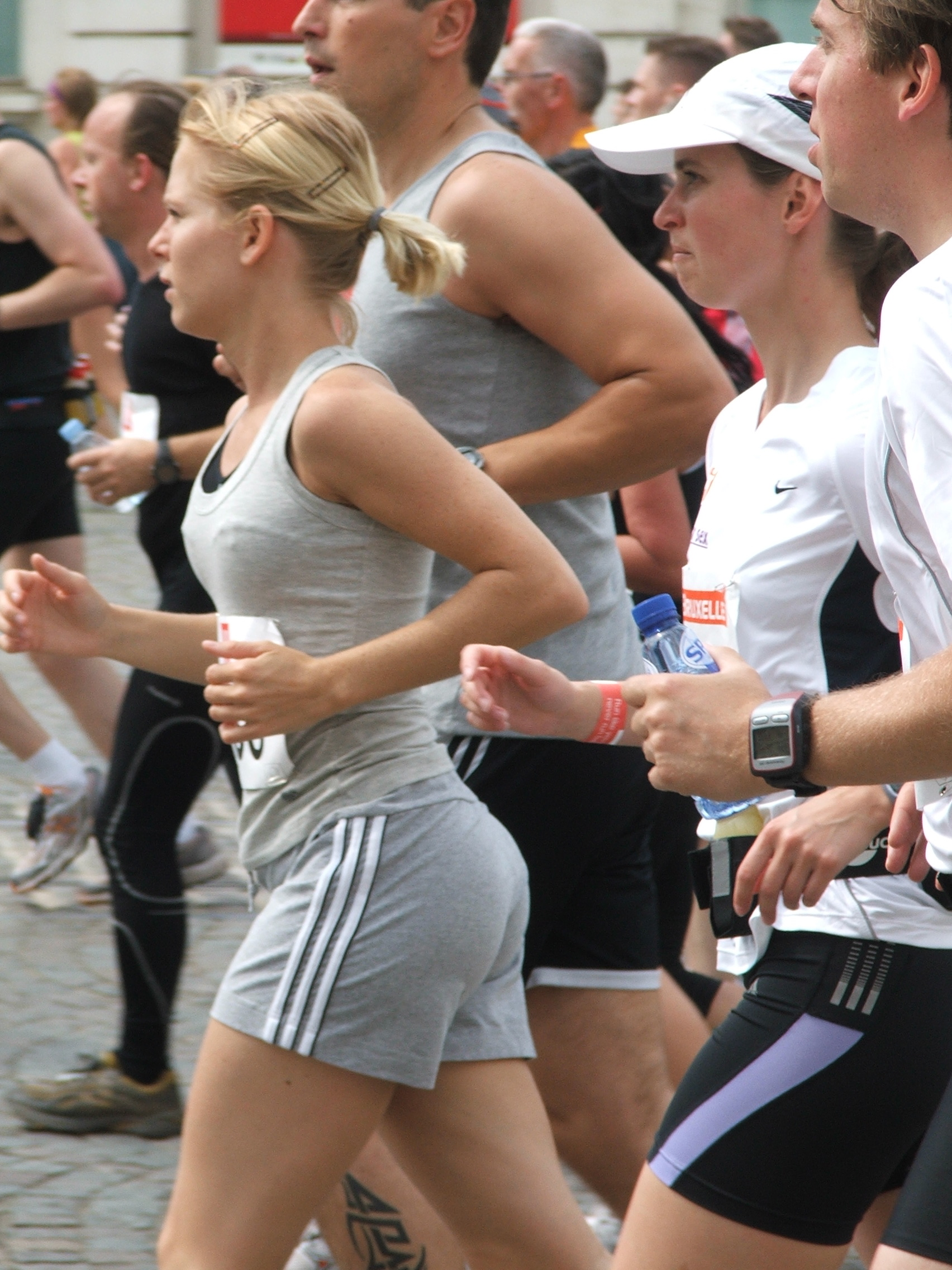
Gent corrent en la marató de Brussel·les de 2007

La carrera a peu és una forma de desplaçament terrestre que permet a un ésser humà o a un animal moure's ràpidament a peu. En termes esportius es defineix com la forma de caminar durant la que en algun moment tots els peus estan separats del sòl en un moment donat.
Açò contrasta amb caminar, on un peu està sempre en contacte amb el sòl, les cames es mantenen principalment rectes i el centre de gravetat salta periòdicament cap endavant com si fos un pèndol invertit. El terme córrer pot definir tota una varietat de velocitats des del fúting fins a l'esprint. Les competicions sortiren a partir de diferents festivals religiosos en àrees diverses. l'orien de les curses, o del córrer com a competició, el podem trobar molt probablement en els Jocs Olímpics que es disputaren en l'antiga Grecia a partir del 776 aC.

L'evolució humana cap al bipedisme en l'origen del córrer

L'origen del córrer en els humans cal buscar-lo en primer lloc en l'evolució que va portar a practicar el bipedisme a l'espècie humana. El bipedisme, i conseqüentment la marxa i la postura alçada dels humans va suposar tota una sèrie de millores i avantatges com a espècie.
Els historiadors creuen que la cursa competitiva es va desenvolupar com a part de les festivitats religioses en molts llocs diferents del món. Així a Egipte, a Àsia, a la regió de la vall del Rift d'Àfrica o a Amèrica del Nord.
Entre els grecs l'esport en general, i la carrera de competició en particular, gaudien d'un prestigi especial.

## Història
La cursa tindria com a origen la capacitat adquirida durant almenys quatre milions i mig d'anys pels australopitecs de caminar dret sobre les seves dues potes als arbres, els australopitecs potser descendents d'un primat primitiu també bípede de 15 milions d'anys. Aquest bipedisme s'ha utilitzat ocasionalment per moure's pels arbres però permanentment per caminar i córrer.
A diferència de la marxa, i el trot i el galop dels quadrúpedes, té una eficiència energètica poc dependent de la velocitat (uns 200 ml d'oxigen per quilogram i per quilòmetre), permetent una àmplia gamma de velocitats de locomoció. Córrer fa que els humans siguin un pobre velocista en comparació amb els mamífers quadrúpedes, però els dona una gran resistència, absent en altres primats i rar en mamífers. Aquestes capacitats estarien lligades a una evolució anatòmica apareguda en el gènere Homo, la qüestió de si l'aparició de la resistència a la carrera és un tret de l'evolució o un efecte col·lateral d'aquesta es manté oberta.
Les competicions de curses a peu es van originar durant antigues festes religioses a diverses regions com Grècia, Egipte, Àsia i a la vall del Rift d'Àfrica. Els Tailteann Games, uns festivals esportius a Irlanda fundats segons la llegenda al segle xix, són algunes de les primeres evidències de les carreres competitives.
L'estil de vida sedentari de l'home i l'establiment de civilitzacions antigues van fer que el funcionament fos principalment un entrenament militar, per preparar els exèrcits per al combat. L'antiga Grècia va vincular la carrera a les cerimònies religioses com a part dels primers Jocs Olímpics. Els atletes es mesuraven en temps de pau per demostrar el seu rendiment físic als déus. La nostra època moderna dedicada al rendiment físic i l'oci ha codificat determinades curses en disciplines d'atletisme. Córrer s'ha convertit en un hobby per a moltes persones que no necessàriament segueix els esdeveniments estàndard, però permet mantenir la salut o un repte personal. L'arribada de tecnologies, com els telèfons intel·ligents, ha permès recentment l'aparició de nous atletes especialitzats en curses no convencionals i que segueixen un entrenament d'alt nivell. Aquests atletes tenen com a objectiu curses d'ultra distància, senders a distàncies de diverses desenes de quilòmetres, o fins i tot més enllà dels 100 km. D'aquests reptes personals han sorgit nombroses curses per carretera o camins, organitzades per associacions o ajuntaments, també adreçades a corredors que segueixen un entrenament més lleuger. Això porta al segle xix a una democratització de les curses a peu.

## Córrer a peu en el sentit de l'atletisme

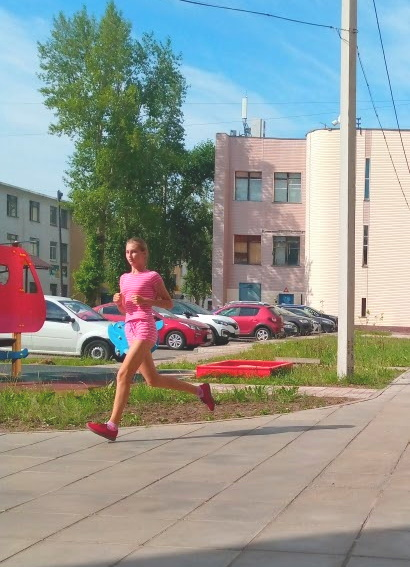
Carrera a peu

El córrer és un esport que consisteix a córrer en distàncies més o menys llargues. Les competicions poden tenir lloc en una pista d'atletisme, a la carretera o en diversos terrenys naturals.
Segons les distàncies recorregudes i la velocitat, el tipus d'esforç realitzat és diferent, hi ha:
- Córrer aeròbics. L'oxigen (a través de l'ATP) que necessiten els músculs es subministra principalment per la respiració cel·lular (per exemple, una carrera lenta de 10 km);

- Curses anaeròbiques. L'oxigen (a través de l'ATP) necessari per als músculs no arriba en quantitat suficient, s'assoleix per tant el VO₂ max (flux màxim d'oxigen que un individu pot inspirar). Per subministrar al múscul l'energia suficient, es consumeix glucogen (glucosa transformada, emmagatzemada al fetge i als músculs). Després de la seva utilització, s'oxida mitjançant l'àcid pirúvic com a metabòlit intermedi, i es transforma en àcid làctic, que també produeix energia (parcialment) per la seva fermentació, però que impedeix en algun moment continuar l'activitat anaeròbica, el nivell de calci en els músculs es fan massa alts (per exemple, una carrera ràpida de més de 200 m).
- Els atletes que corren avaluen regularment el seu consum màxim d'oxigen i la seva velocitat aeròbica màxima. Aquesta és la capacitat de transportar l'oxigen dels pulmons als músculs.
- Les curses en pista van des dels 60 m fins als 10.000 m, les curses de fons, de 4 a 12 km. Les curses per carretera poden ser de qualsevol distància, però les distàncies habituals són 5 km, 10 km, mitja marató (21,097 km) i marató (42,195 km). La prova de 100 km és una prova de running que pertany a la família de la llarga distància.